# 4150 Starr
4150 Starr је астероид главног астероидног појаса са средњом удаљеношћу од Сунца која износи 2,233 астрономских јединица (АЈ).
Апсолутна магнитуда астероида је 12,9.